# Angélique Faure

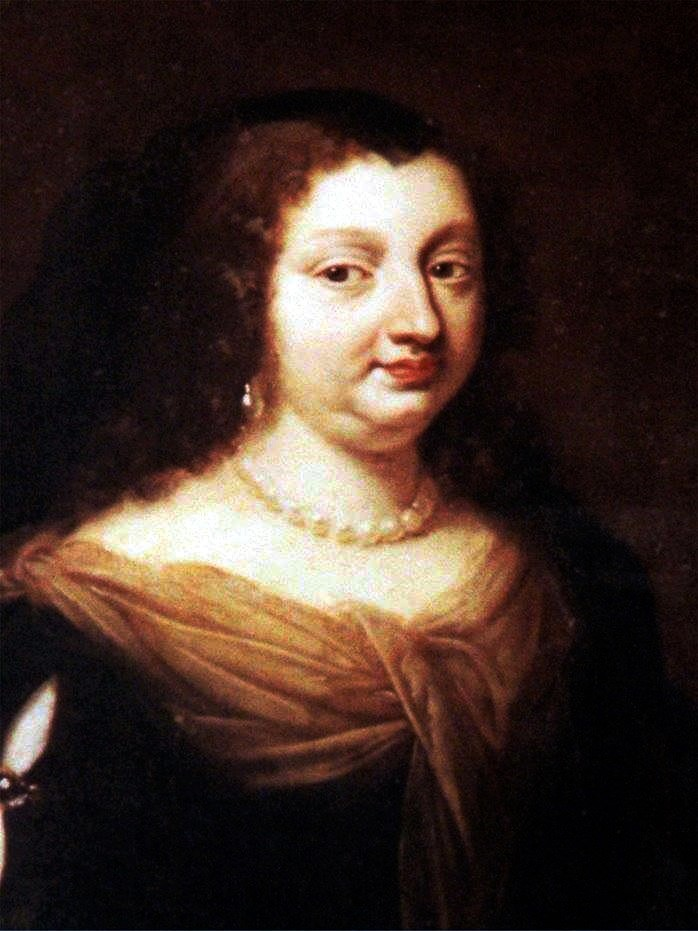
Porträt von Angélique Faure, früher Philippe de Champaigne zugeschrieben

Angélique Faure (auch Fauré), verheiratete de Bullion (* 1593 in Paris; † 26. Juni 1664 ebenda), Dame de Quincy et d’Attily, war eine französische Philanthropin, die an der Gründung Montreals mitwirkte. Als Mitglied der Société Notre-Dame de Montréal unterstützte sie durch ihre Spenden das Hôtel-Dieu de Montréal.

## Leben
Angélique Faure war die Tochter von Guichard Faure, Baron de Thiry, Seigneur de Dormant, de Berlize et Champs-sur-Marne († 1623), Sekretär und Maître ordinaire d’Hôtel du Roi, und Madeleine Brûlart de Sillery († 1635), und damit eine Nichte von Nicolas Brûlart de Sillery. Sie heiratete am 21. Januar 1612 Claude de Bullion aus der Familie Bullion, Sohn von Jean de Bullion und Charlotte de Lamoignon, Surintendant des Finances (1632–1640) unter Ludwig XIII.
1632 spendete sie 12.000 Livres um die Gründung der St. Joseph Mission (Religieuses Hospitalières de Saint-Joseph) in Neufrankreich (Kanada), als Siedlung für Indigene, die zum Katholizismus konvertiert waren. Die Mission hieß später Sillery, in Erinnerung an ihre Großzügigkeit (heute ein Stadtteil von Québec).
Angélique Faure wohnte in der Rue Pierre-au-Lard (Pfarre Saint-Médéric, heute Rue Saint-Merri 12–14). Sie pachtete am 3. Mai 1641 das Land und die Seigneurie Pamphou in der Nähe von Brie-Comte-Robert für 3.100 Livres jährlich, und am 4. Juni 1664 Quincy und Attily für 3.500 Livres jährlich. Ihr persönliches Vermögen – nachdem ihre Kinder bereits ausgestattet worden waren – belief sich am Ende ihres Lebens auf eine Million Livres. Einen Teil dieses Vermögens, das sie auch für wohltätige Zwecke nutzte, hatte sie beim Tod ihres Mannes 1640 geerbt.

### Société Notre-Dame de Montréal
Im Jahre 1641 brachte Pater Charles Rapine de Boisvert, ehemaliger Provinzial der Franziskaner-Rekollekten, Direktor von Saint-Denis und ein entfernter Vetter ihres Mannes, sie und ihre Freundin Isabelle Blondeau, Madame de Villesavin, beide Wohltäterinnen des Hôtel-Dieu de Paris, in Kontakt mit Jeanne Mance, einer Krankenschwester aus der Champagne und Mitglied der Société Notre-Dame de Montréal, die Paul Chomedey de Maisonneuve nach Neufrankreich begleiten wollte. Als Madame de Bullion erfuhr, dass Marie-Madeleine de Vignerot, die Nichte Richelieus und Herzogin d’Aiguillon, die Einrichtung des Hôtel-Dieu de Québec finanziert hatte, boten sie und Madame de Villesavin Jeanne Mance 1200 Livres für die Errichtung eines ähnlichen Hauses in Fort Ville-Marie an, dem späteren Hôtel-Dieu de Montréal, sowie weitere 48.000 Livres zu dessen Inbetriebnahme. 1651 steuerte sie auch mehr als 20.000 Livres zur Verteidigung der Siedlung gegen die Irokesen bei. Angélique Faure bestand darauf, in den Urkunden, die ihre Schenkungen bestätigten, als „eine unbekannte Wohltäterin“ erwähnt zu werden. Ihre Identität wurde erst nach ihrem Tod enthüllt. Eine der Vereinbarungen zwischen Angélique Faure de Bullion und Jeanne Mance ist der älteste Brief im Archiv der Stadt Montreal.
1659 gründete sie in Montreal eine Stiftung im Namen der Hospitalières de Saint-Joseph und finanzierte die Reise von drei Nonnen, um Jeanne Mance dort zu unterstützen. Im November desselben Jahres ging das Krankenhaus nach dem Tod von Jérôme Le Royer de la Dauversière, dem Prokurator der Hospitalières de Montréal, in Konkurs. Das von Madame de Bullion angebotene Kapital war verschwunden und von den Gläubigern verschlungen worden. Jeanne Mance wurde der Unterschlagung beschuldigt und François de Laval, der im Juni neu eingetroffene  Apostolische Vikar und spätere der Bischof von Québec, nutzte die Gelegenheit, um ihr die Leitung des Krankenhauses zu entziehen, die er den Hospitalières de l'Hôtel-Dieu de Québec anvertrauen wollte. Jeanne gelang es jedoch, dank der guten Betreuung durch die Hebamme Marie Pournin und der Unterstützung ihrer großzügigen Wohltäterin ihre Rechte geltend zu machen.

### Wohltätigkeit in Paris
Als Freundin von Vinzenz von Paul war sie auch in Paris wohltätig aktiv und finanzierte mehrere Krankenhäuser in der Stadt. Sie gründete 1650 in der Rue du Bas in Paris ein Haus für arme Rekonvaleszenten, die aus Hospitälern entlassen wurden: Notre-Dame des Convalescents. 1656 spendete sie 60.000 Livres zur Gründung des Hôpital de la Salpêtrière.

## Ehe und Nachkommen
Aus ihrer Ehe mit Claude de Bullion hatte sie fünf Kinder:
- Noël (* 1615; † 3. August 1670) Marquis de Gallardon et du Bullion, Conseiller d’État, Schriftführer des Ordens vom Heiligen Geist; ⚭ (Ehevertrag 24. Februar 1639) Charlotte de Prie (* um 1622; † 14. November 1700), Tochter von Louis de Prie, Marquis de Toucy, und Françoise de Saint-Gelais-Lusignan – Nachkommen: die Marquis de Gallardon et du Bullion
- Marie († 11. Mai 1649); ⚭ Pomponne II. de Bellièvre, Erster Präsident des Parlements von Paris
- François, genannt Marquis de Montlouet, Marquis de Maule; ⚭ Louise Henriette Rouault, Dame de Thiembronne († April 1687), Tochter von Aloph Rouault und Marguerite du Breuil de Théon – Nachkommen: die Marquis de Montlouet
- Claude (IV.) (* 1624; † 14. Januar 1677), Marquis d’Attily, Surintendant des Finances; ⚭ Perrette Meusnier (* 1626; † 13. Dezember 1706), die vor ihrer Ehe Zimmermädchen bei ihrer Schwägerin Rouault war – Nachkommen: die Marquis d’Attily et de Longchêne
- Pierre († 13. November 1659), Abt von Saint-Faron de Meaux, Beichtvater Ludwigs XIII.